# 福雷斯特城鎮區 (明尼蘇達州米克縣)
福雷斯特城鎮區（英語：Forest City Township）是位於美國明尼蘇達州米克縣的一個行政鎮區。

## 地方資料
福雷斯特城鎮區的面積為92.51平方千米，當中陸地面積為88.65平方千米，而水域面積為3.86平方千米。根據2020年美國人口普查的數據，當地共有人口635人，而人口密度為每平方千米6.86人。